# Harshults naturreservat
Harshults naturreservat är ett naturreservat i Vetlanda kommun i Jönköpings län.
Området är naturskyddat sedan 2023 och är 7 hektar stort och ligger öster om Pauliström. Reservatet består av tallskog.